# Untold Tales of Spider-Man
Untold Tales of Spider-Man (рус. Нерассказанные истории о Человеке-пауке) — серия комиксов о супергерое Человеке-пауке, публиковавшаяся издательством Marvel Comics с сентября 1995 по октябрь 1997 года и состоящая из 29 выпусков (#1—25, #-1, вышедший между выпусками #22 и 23, два ежегодных выпуска и Strange Encounter). Серия была написала сценаристом Куртом Бьюсеком и художником Пэтом Оллифи, также вклад в создание внесли Том ДеФалко, Роджер Стерн и Рон Френц.

## Описание
Серия комиксов Untold Tales of Spider-Man была запущена издательством «Marvel Comics» в сентябре 1995 года. Каждый выпуск серии продавался по цене в 99 центов, в то время как большинство других комиксов стоили либо $1,50, либо $1.95. В других выходящих на тот момент сериях комиксов о Человеке-пауке шла вторая Сага о клонах, во время которой выяснилось, что настоящим Человеком-пауком был не Питер Паркер, а Бен Рейли. Untold Tales of Spider-Man дистанцировалась от данного сюжета и вместо него включала в себя новые истории о ранней карьере Человека-паука.
Для меня это история. Когда я пишу Untold Tales of Spider-Man, передо мной далеко не чистый лист — у меня есть всё, что создал Стэн, и всё, что было после. Иногда я чувствую себя историком, изучающим Вторую мировую войну или Францию времён Наполеона, выясняя, что произошло между известными нам событиями. Отличие лишь в том, что история, которую изучаю я, вымышленная, и, вместо того, чтобы узнавать, что произошло между известными нам событиями, я придумываю их сам.Курт Бьюсек
Всего под заглавием Untold Tales of Spider-Man было выпущено 29 выпусков: #1—25; #-1 (минус первый), вышедший в июле 1997 года между выпусками #22 и #23 в рамках «месяца флешбэков» Marvel; два ежегодных выпуска за 1996 и 1997 годы, и одиночный выпуск Strange Encounter (рус. Столкновение со Стрэнджем), вышедший в июне 1998 года.

## Сюжетные линии
За исключением выпуска #-1 (минус первого), происходящего до событий Amazing Fantasy #15, сюжеты комиксов Untold Tales of Spider-Man протекают между первыми выпусками The Amazing Spider-Man, основной серии комиксов про Человека-паука. Untold Tales of Spider-Man #1 начинается после The Amazing Spider-Man #6, затем в течение всей серии истории переплетаются и в некоторых случаях происходят внутри отдельных выпусков The Amazing Spider-Man, выступая в качестве мидквелов.
В первых выпусках Untold Tales Человек-паук сражается как с новыми для читателя суперзлодеями, Скорчером, Бэтвингом, командой Космических людей, так и со старыми — Песочным человеком и Стервятником.

## Реакция
Марк Бакстон, автор статей интернет-портала Comic Book Resources, писал, что Untold Tales of Spider-Man удалось доказать, что существует спрос на комиксы про Человека-паука в его школьные годы, тем самым поспособствовав запуску серии Ultimate Spider-Man. Он также отметил, что сценаристу Курту Бьюсику удалось «провернуть невозможное, создав комиксы, заставившие оригинальные выпуски The Amazing [Spider-Man] сиять ещё ярче».
В своей рецензии на Untold Tales of Spider-Man Omnibus Адам Чепмен, автор статей канадского журнала CGMagazine, охарактеризовал серию, как очень весёлую, «дружелюбно настроенную к новым читателям и в то же время доставляющую удовольствие и серьёзным фанатам Человека-паука». Рецензент выразил мнение, что у Бьюсика получилось передать дух и сущность оригинальных комиксов за авторством Стэна Ли, а работа художника Олиффи показалась ему одной из лучших в его карьере. В итоге он поставил сборнику оценку в 9 баллов из 10 возможных.

## Коллекционные издания
- Untold Tales of Spider-Man (включает выпуски Untold Tales of Spider-Man #1—8; мягкая обложка, январь 1997)
- Spider-Man Visionaries: Kurt Busiek, Vol. 1 (включает выпуски Untold Tales of Spider-Man #1—8; 176 страниц, мягкая обложка, август 2006, ISBN 0785122044)
- Fantastic Four/Spider-Man Classic (включает выпуски с участием Человека-паука и Фантастической четвёрки, в том числе Untold Tales Of Spider-Man Annual 1996; 152 страницы, мягкая обложка, апрель 2005, ISBN 0785118039)
- Spider-Man: Saga Of The Sandman (включает выпуски с Песочным человеком, в том числе Untold Tales Of Spider-Man #3; 176 страниц, мягкая обложка, март 2007, ISBN 0785124977)
- Untold Tales of Spider-Man Omnibus (включает выпуски Amazing Fantasy #16-18, Untold Tales of Spider-Man #1—25, #-1, Annual #1—2, Strange Encounter и одну из историй из The Amazing Spider-Man Annual #37; 808 страниц, твёрдая обложка,  апрель 2012 года, ISBN 978-0785162476)